# Amtsgericht Tirschtiegel
Das Amtsgericht Tirschtiegel war ein preußisches Amtsgericht mit Sitz in Tirschtiegel (Provinz Posen).

## Geschichte
Das königlich preußische Amtsgericht Meseritz wurde mit Wirkung zum 1. Oktober 1879 als eines von acht Amtsgerichten im Bezirk des Landgerichtes Meseritz im Bezirk des Oberlandesgerichtes Posen gebildet. Es hielt Gerichtstage in Tirschtiegel ab. Im Jahre 1888 wurde das Amtsgericht Tirschtiegel gebildet und erhielt aus dem Sprengel des Amtsgerichtes Meseritz die Stadt Tirschtiegel und den Polizeidistrikt Tirschtiegel, soweit er zum Amtsgerichtsbezirk Meseritz gehörte sowie aus dem Polizeidistrikt Betsche die Güter Krzyskowko und Lewitz sowie die Gemeinden Krzyskowko, Lewitz, Lewitz Hauland, Neuschilln und Punken und aus dem Polizeidistrikt Brätz das Forsthaus Kutschkau zugewiesen. Aus dem Sprengel des Amtsgerichts Bentschen wurden die Gemeinden Amtslaßner, Deutschhöhe, Lentschen, Lubenhauland mit Lubenvorwerk, Helowski und Papiermühle und Ziegelscheune mit Schwarzlug aus dem Polizeidistrikt Tirschtiegel dem neuen Amtsgericht zugewiesen. Der Amtsgerichtsbezirk kam aufgrund des Versailler Vertrages 1919 zu einem Teil zu Polen. Tirschtiegel selbst blieb aber Teil des Deutschen Reichs. Der Rest des Sprengels des Amtsgerichtes Tirschtiegel, der beim Deutschen Reich geblieben war, wurde dem Amtsgericht Meseritz zugeordnet. Diese Änderungen traten zum 1. Januar 1920 in Kraft. Nach dem Überfall auf Polen wurde das Amtsgericht Tirschtiegel 1940 neu eingerichtet.
Im Jahre 1945 wurde der Amtsgerichtsbezirk unter polnische Verwaltung gestellt, und die deutschen Einwohner wurden vertrieben. Damit endete auch die Geschichte des Amtsgerichtes Tirschtiegel.